# 리 준군
미분기하학에서, 리 준군(Lie準群, 영어: Lie groupoid)은 대상과 사상의 공간이 각각 매끄러운 다양체를 이루는 준군이다. (이산) 준군과 리 군의 공통적인 일반화이다.

## 정의
리 준군은 매끄러운 다양체의 범주 속의 준군 대상이다. 즉, 구체적으로 다음과 같은 데이터로 주어진다.
- 매끄러운 다양체 {\displaystyle X_{0}}, {\displaystyle X_{1}}
- 매끄러운 함수 {\displaystyle \operatorname {dom} \colon X_{1}\to X_{0}}, {\displaystyle \operatorname {codom} \colon X_{1}\to X_{0}}. 이들은 사상의 정의역과 공역을 나타낸다.
- 사상의 합성 {\displaystyle \{(f,g)\in X_{1}\times X_{1}\colon \operatorname {codom} f=\operatorname {dom} g\}\to X_{1}}
- 매끄러운 함수 {\displaystyle \operatorname {id} \colon X_{0}\to X_{1}}. 이는 항등 사상을 나타낸다.

이 데이터는 준군의 공리들을 만족시켜야 한다.
마찬가지로, 리 2-준군(영어: Lie 2-groupoid), 리 3-준군(영어: Lie 3-groupoid) 등등을 정의할 수 있다. 예를 들어, 리 2-준군은 2-범주 가운데, 모든 1-사상과 2-사상이 가역원을 가지며, 또한 0-사상, 1-사상, 2-사상들이 각각 매끄러운 다양체 {\displaystyle X_{0}}, {\displaystyle X_{1}}, {\displaystyle X_{2}}를 이루며, 정의에 등장하는 모든 사상들이 매끄러운 함수가 되는 경우이다.

## 예

### 분류 공간
리 군 {\displaystyle G}이 주어졌다고 하자. 그렇다면, 이를 하나의 대상만을 갖는 자명한 준군으로 여길 수 있으며, 이는 리 준군을 이룬다. 이를 {\displaystyle G}와 구별하기 위하여 {\displaystyle \operatorname {B} (G)}로 쓴다. (이에 대응하는 슈발레-에일렌베르크 대수를 설리번 대수로 여기면, 이에 대응하는 위상 공간은 {\displaystyle G}의 분류 공간이다.)
만약 {\displaystyle G}가 아벨 리 군일 때는, 마찬가지로 {\displaystyle \operatorname {B} ^{2}(G)=\operatorname {B} (\operatorname {B} (G))}, {\displaystyle \operatorname {B} ^{3}(G)=\operatorname {B} (\operatorname {B} (\operatorname {B} (G)))} 등등을 정의할 수 있다. 즉, {\displaystyle \operatorname {B} ^{k}(G)}는 하나의 0-사상, 1-사상, ……, 하나의 {\displaystyle k-2}-사상을 가지며, 그 {\displaystyle (k-1)}-사상의 매끄러운 다양체는 {\displaystyle G}이다.
만약 {\displaystyle G}가 아벨 군이 아니라면, 고차에서의 구성에서, 수평 합성이 수직 합성과 아래와 같이 가환해야 한다는 조건이 성립하지 못한다.
|                            | = |  | = |  | {\displaystyle \circ _{0}} |  |
| {\displaystyle \circ _{1}} | = |  | = |  | {\displaystyle \circ _{0}} |  |
|                            | = |  | = |  | {\displaystyle \circ _{0}} |  |

### 체흐 준군
매끄러운 다양체 {\displaystyle X}의 열린 덮개 {\displaystyle {\mathcal {U}}=(U_{i})_{i\in I}}가 주어졌다고 하자. 그렇다면, {\displaystyle {\mathcal {U}}}의 체흐 준군(영어: Čech groupoid) {\displaystyle \operatorname {\check {C}} ({\mathcal {U}})}은 다음과 같은 리 준군이다.
- {\displaystyle \operatorname {\check {C}} ({\mathcal {U}})}의 대상들의 매끄러운 다양체는 {\displaystyle \textstyle \bigsqcup _{i\in I}U_{i}}이다. 즉, 그 대상은 {\displaystyle x\in U_{i}}가 되는 순서쌍 {\displaystyle (x,U_{i})}이다.
- {\displaystyle \operatorname {\check {C}} ({\mathcal {U}})}의 사상들의 매끄러운 다양체는 {\displaystyle \textstyle \bigsqcup _{i,j\in I}U_{i}\cap U_{j}}이다. 즉, 사상 {\displaystyle (x,U_{i})\to (x,U_{j})}은 순서쌍 {\displaystyle (x,U_{i},U_{j})}이다.
- 두 사상의 합성은 단순히 {\displaystyle (x,U_{j},U_{k})\circ (x,U_{i},U_{j})=(x,U_{i},U_{k})}이다.
- 항등 사상은 단순히 {\displaystyle (x,U_{i},U_{i})}의 꼴의 사상이다.

그렇다면, 다음과 같은 함자가 존재한다.
{\displaystyle \operatorname {\check {C}} ({\mathcal {U}})\to X}
{\displaystyle (x,U_{i})\mapsto x}
{\displaystyle (x,U_{i},U_{j})\mapsto \operatorname {id} _{x}}
(이 함자의 공역은 모든 사상이 항등 사상인 자명한 리 준군이다.)
보다 일반적으로, 임의의 양의 정수 {\displaystyle n}에 대하여, 체흐 {\displaystyle n}-준군을 정의할 수 있다. 이 경우, {\displaystyle k}-사상의 매끄러운 다양체는
{\displaystyle \bigsqcup _{i_{1},\dotsc ,i_{k}\in I}U_{i_{1}}\cap \dotsb \cap U_{i_{k}}}
이다.

### 순서쌍 리 군
임의의 매끄러운 다양체 {\displaystyle M}에 대하여, 다음과 같은 순서쌍 리 준군(영어: pair Lie groupoid)을 정의할 수 있다.
- 그 대상(0-사상)의 매끄러운 다양체는 {\displaystyle M}이다.
- 1-사상의 매끄러운 다양체는 {\displaystyle M\times M}이다.
- 1-사상 {\displaystyle (x,y)}, {\displaystyle (y,z)}의 합성은 {\displaystyle (x,z)}이다.

이에 대응하는 리 준대수는 {\displaystyle M} 위의 벡터장들의 리 준대수 {\displaystyle \mathrm {T} M}이다.

## 참고 문헌
- Weinstein, Alan (1996년 7월). “Groupoids: unifying internal and external symmetry — A tour though some examples” (PDF). 《Notices of the American Mathematical Society》 43 (7): 744–752. arXiv:math/9602220. 재출판 Weinstein, Alan (2001). 〈Groupoids: unifying internal and external symmetry — A tour though some examples〉. 《Groupoids in Analysis, Geometry, and Physics》 (PDF). American Mathematical Society. 1–19쪽. doi:10.1090/conm/282/04675. ISBN 978-0-8218-2042-1.[깨진 링크(과거 내용 찾기)]